# فينيس كامل جودة
فينيس كامل جودة، أول سيدة تشغل منصب وزيرة البحث العلمي في مصر عام 1993 ولمدة أربعة سنوات.

كما أنها تعد السيدة الوحيدة في مجال البحث العلمي التي تم تكريمها من قبل ثلاثة رؤساء في جمهورية مصر العربية، بداية من الرئيس «جمال عبدالناصر» عام 1963، مروراً بالرئيس«السادات»، وصولا الي الرئيس «مبارك».

## السيرة الذاتية.
فينيس جودة، دكتورة في «علم الكمياء» مصرية الجنسية، مواليد 7 أكتوبر 1934، أتمت التعليم الابتدائي بإحدى المدارس القبطية الخاصة بمنطقة «الزيتون»، ثم انتقلت في المرحلتين الإعدادية والبكالوريا إلى مدرسة الأميرة «فريـال» بمصر الجديدة.

حصلت على البكالوريوس من كلية العلوم بجامعة «عين شمس» عام 1956، ثم حصلت على الماجستير والدكتوراه في الفلسفة من «جامعة القاهرة» عام 1962، ودكتوراه في العلوم من جامعة «عين شمس» عام 1994.

أولت اهتمامها للأبحاث العلمية، خاصة أبحاث الفلزات التي نالت عنها جائزة تبرعت بقيمتها لقسم الكيمياء بالمركز القومي للبحوث الذي بدأت حياتها العلمية فية.

## المناصب والدرجات العلمية.
- بكالوريوس من كلية العلوم بجامعة «عين شمس» عام 1956.[2]
- ماجستير ودكتوراه في الفلسفة من جامعة «القاهرة» عام 1962.[2]
- دكتوراه في العلوم من جامعة «عين شمس» عام 1994.[2]
- حصلت على دكتوراه العلوم عام 1991.[2]
- عينت مساعد باحث بالمركز القومي للبحوث من عام 1956:1962.[2]
- عينت باحث في الكيمياء الطبيعية عام 1962:1966.
- أستاذ باحث عام 1974، ورئيسا لقسم «الكمياء الطبيعية».
- شغلت منصب أستاذ زائر بجامعة «أوهايو» الأمريكية من 1974 :1975.
- شغلت منصب وزيرة البحث العلمي «سابقا» في «أكتوبر» 1993 حتى «يوليو» 1997.[2][3][4]
- اختيرت ممثلة لمصر في المجلس الدولي للتآكل اعتبارا من عام 1974، وتم التجديد لها حتى عام 2009.[5]

## إنجازتها.
- قدمت"141" بحث علمي نشر منهم «تآكل في تكرير البترول»، «وتآكل المواد المستخدمة في التصنيع».[2][6]
- قدمت براءاتان اختراع أحدهما في مجال «الترسيب الكهربي لفلز» التيتانيو وسبائكة، سجلت في الولايات المتحدة الأمريكية و12 دولة أوروبية أخرى، والثانية في مجال حماية حديد التسليح من التآكل.[2]
- ترجمت نتائج الأبحاث العلمية من خلال 12 مشروعاً قومياً مختصاً بتآكل الفلزات والسبائك، و4 مشاريع مع دولة الكويت و3 مشروعات مع الولايات المتحدة الأمريكية وأسفرت جميعها عن نتائج لها قيمتها الاقتصادية بحماية المنشآت الفلزية والهندسية.[2]
- مارست العديد من النشاطات العلمية في مجالها فانضمت لعضوية العديد من الجمعيات والتنظيمات العلمية والمهنية المحلية والأجنبية منها الجمعية الكيميائية لمصر وجمعية المعادن بلندن فأشرفت على الكثير من الأبحاث العلمية المقدمة وشاركت بأفكارها.[2]
- أعدت برنامج لمحو الأمية الالكترونية لهيئات البحوث في المراكز البحثية.[2]
- أعدت مشروع تحويل القمامة لسماد عضوي.[2]
- إشرافت على ما يزيد عن 20 رسالة ماجستير ودكتوراه.[2]
- لها 12 محاضرة افتتاحية رسمية، كما شملت مؤلفاتها المرجعية على كتاب و3 من مقالات في مجال تآكل الفلزات والسبائك النظرية والتطبيقات العلمية والميدانية.[2]
- تعتبر أول سيدة في مصر يتم منحها درجة الدكتوراه في العلوم بناء على تزكية الجمعية الملكية بلندن.[2][6]

## تكريمات وجوائز.
- اختيرت عام 1999 من ضمن 10 سيدات من منظمة العالم الثالث للمرأة في العلوم الدولية والمحلية كرائدات في مجال العلوم والتكنولوجيا نظرا لإسهاماتها العالمية والمحلية في مجالها.[6][7][8]
- حصلت على درع من الرئيس الراحل «جمال عبد الناصر» في عيد العلم الثامن وجائزة الدولة التشجيعية في العلوم الكيميائية عام 1973.[2]
- حاصلة على جائزة الدولة التقديرية في العلوم الأساسية عام 2003.[2]
- حاصلة على وسام العلوم والفنون من الدرجة الأولى لخدماتها في العلوم الكيميائية وجائزة التفوق العلمي والميدالية الذهبية من مؤسسة الكويت للتقدم العلمي على مستوى الدول العربية والعلماء العرب المغتربين في الدول المتقدمة.
- صنفت كواحدة ضمن عشرة علماء مصريين من بين 909 عالم على مستوى العالم ضمن مؤشر «سكوبس الدولي».[6][7][8]
- حصلت على لقب «أهم النساء» المؤثرات في تاريخ مصر.[2]
- الوحيدة في مجال البحث العلمي التي تم تكريمها من قبل ثلاثة رؤساء جمهورية في مصر، بداية من الرئيس الراحل «جمال عبد الناصر» عام 1963، مرورًا بالرئيس «السادات» ثم الرئيس«حسني مبارك».[1][5]
- حصلت على درع المعهد الكويتي للأبحاث العلمية أعوام 1988، 1995.[2]
- حصلت على جائزة التفوق العلمي وشهادة التقدير والميدالية الذهبية من مؤسسة الكويت للتقدم العلمي عام 1986.[2]